# Neoheteronyx densicollis
Neoheteronyx densicollis är en skalbaggsart som beskrevs av Moser 1926. Neoheteronyx densicollis ingår i släktet Neoheteronyx och familjen Melolonthidae. Inga underarter finns listade i Catalogue of Life.